# 다모가미 도시오

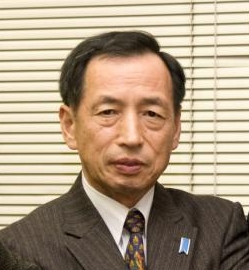
다모가미 도시오

다모가미 도시오(일본어: 田母神 俊雄, 1948년 7월 22일~)는 일본 항공자위대 제29대 항공막료장 출신의 출신으로 군사평론가겸 일본보수 인사이다.

## 같이 보기
- 일본문화채널 사쿠라
- 미즈시마 사토루
- 사쿠라이 마코토
- 니시무라 슈헤이
- 미즈노 슌페이